# Banner Johnstone

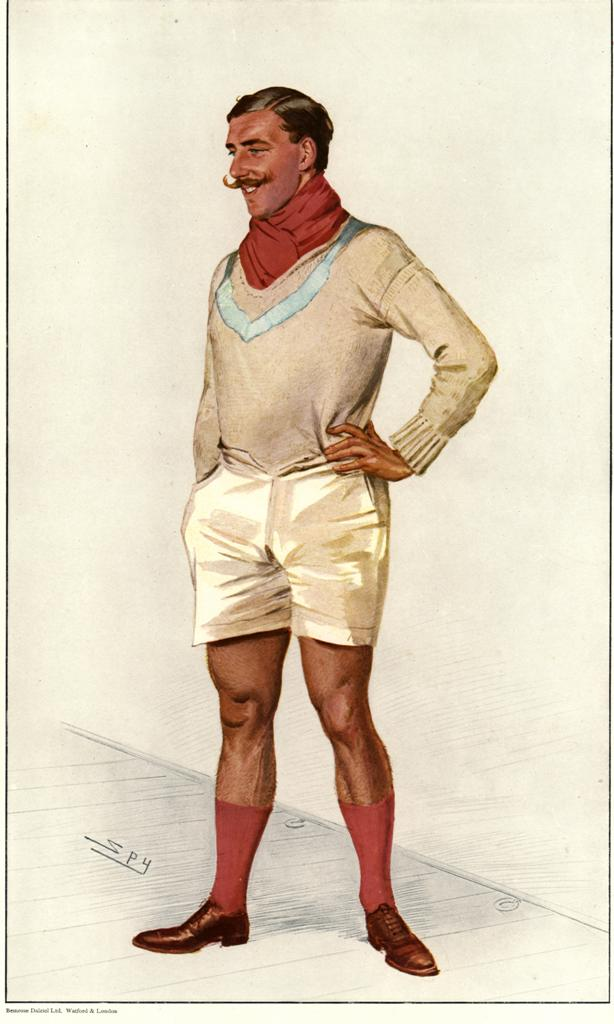
Zeichnung aus Vanity Fare 1907

Banner Carruthers „Bush“ Johnstone (* 11. November 1882 in Bebington; † 20. Juni 1964 in Bournemouth) war ein britischer Ruderer und Olympiasieger im Achter.
Johnstone ging zunächst auf das Eton College und dann auf das Trinity College in Cambridge.  Von 1904 bis 1907 trat er viermal im Boat Race für Cambridge an und gewann dreimal. Bei der Henley Royal Regatta siegte er fünfmal, zweimal im Achter und dreimal im Zweier ohne Steuermann. Bei der ebenfalls in Henley ausgetragenen Olympischen Regatta 1908 siegte Johnstone mit dem Achter des Leander Club im Finale gegen das belgische Großboot.
Ab 1909 war Johnstone vier Jahre im Kolonialdienst in Ceylon tätig, danach in Sansibar. Im Ersten Weltkrieg war er zunächst in Ostafrika, danach kämpfte er als Lieutenant der Black Watch (Royal Highlanders) an der Westfront. Später wirkte Johnstone als Ruder-Korrespondent für den Daily Telegraph.